# Forst Neustädtlein am Forst

Lage des gemeindefreien Gebiets Forst Neustädtlein am Forst im Landkreis Bayreuth

Der Forst Neustädtlein am Forst ist ein weitgehend gemeindefreies Gebiet und eine Gemarkung im oberfränkischen Landkreis Bayreuth. Die Gemarkung liegt zum Teil auch auf dem Gebiet der Gemeinde Eckersdorf, so deren Einöde Waldhütte. Sie hat eine Fläche von 7,554 km² und ist in 43 Flurstücke aufgeteilt, die eine durchschnittliche Flurstücksfläche von 175681,83 m² haben.

## Geographie
Der 7,55 km² große Staatsforst liegt zwischen Neudrossenfeld, Heinersreuth, Heinersreuther Forst, Eckersdorf und Thurnau. Das Gebiet ist komplett bewaldet und besteht aus zwei Teilflächen. Im Gebiet befinden sich zwei Exklaven von Eckersdorf.